# Aspidosperma darienense
Aspidosperma darienense là một loài thực vật thuộc họ Apocynaceae. Đây là loài đặc hữu của Panama. Chúng hiện đang bị đe dọa vì mất môi trường sống.